# Klaus Bruhn
Klaus Bruhn (* 22. Mai 1928 in Hamburg; † 9. Mai 2016) war ein deutscher Indologe.

## Leben
Nach dem Abitur 1947 am Wilhelm-Gymnasium studierte er an der Universität Hamburg Indologie bei Walther Schubring und Ludwig Alsdorf. Nach der Promotion zum Dr. phil. in Hamburg am 21. Januar 1955 und Habilitation 1964 ebenda war er Professor (1966–Emeritierung 1991) für Indologie an der FU Berlin.
Seine Schwerpunkte waren die Bearbeitung jainistischer Prakrittexte und jainistische Kunstgeschichte.

## Schriften (Auswahl)
- Sīlānkas Cauppaṇṇamahāpurisacariya. Ein Beitrag zur Kenntnis der Jaina-Universalgeschichte. Hamburg 1954, OCLC 1076806007.
- The Jina-Images of Deogarh. Leiden 1969, OCLC 97567.
- als Herausgeber mit Magdalene Duckwitz und Albrecht Wezler: Ludwig Alsdorf and Indian studies. Delhi 1990, ISBN 81-208-0681-6.
- The predicament of women in ancient India. Berlin 2008, ISBN 978-3-00-026701-7.